# Калверт, Сесил, 2-й барон Балтимор
Лорд Сесил Калверт, 2-й барон Балтимор (англ. Cecil Calvert, 2nd Baron Baltimore; 8 августа 1605, Кент — 30 ноября 1675, Мидлсекс) — английский колонизатор.

## Биография
Унаследовал после смерти отца, лорда Балтимора (ум. 1632), его поместья в Мэриленде (ныне штат Мэриленд). 20 июля 1632 года король Англии Карл I подписал Мэрилендскую хартию, облекая Балтимора почти королевской властью. Ему была подарена земля между Потомаком и 40° северной широты (англ. 40th parallel north), и Балтимор стал управлять страной совместно с особым советом «свободных».
В марте 1634 года туда прибыли колонисты, протестанты и католики, поощряемые свободой вероисповедения, провозглашённой Балтимором. Сам Балтимор, однако, переехал вскоре в Англию, а на его место заступил брат, Леонард Калвер (англ. Leonard Calvert).
Скончался 30 ноября 1675 года в возрасте 70 лет, его наследником стал сын Чарльз. 